# Marino Grimani
Pour les articles homonymes, voir Grimani.
Marino Grimani (Venise, 1er juillet 1532 – Venise, 25 décembre 1605) est le 89e doge de Venise élu en 1595, son dogat dure jusqu'en 1605.
Marino Grimani est un homme très riche et un habile politique, son dogat reste célèbre pour deux motifs : les splendides fêtes pour le couronnement de sa femme Morosina Morosini (1597) et le début des querelles entre les États pontificaux et la république de Venise qui conduira, sous le règne de son successeur Leonardo Donato, à l'interdit pour Venise et des séquelles dans les rapports entre les deux États (1606–1607).

## Biographie
Marino Grimani est le fils de  Girolamo et Donata Pisani. Riche et puissant, Grimani fait une rapide carrière : podestat, ambassadeur longtemps à Rome auprès du pape, conseiller dogal, il est nommé chevalier. Très aimé du peuple envers qui il utilise souvent son immense fortune pour s'en attirer les faveurs, il devient rapidement un des hommes les plus influents du gouvernement. À la mort du doge Pasqual Cicogna, il est candidat à la charge la plus haute.

### Le dogat

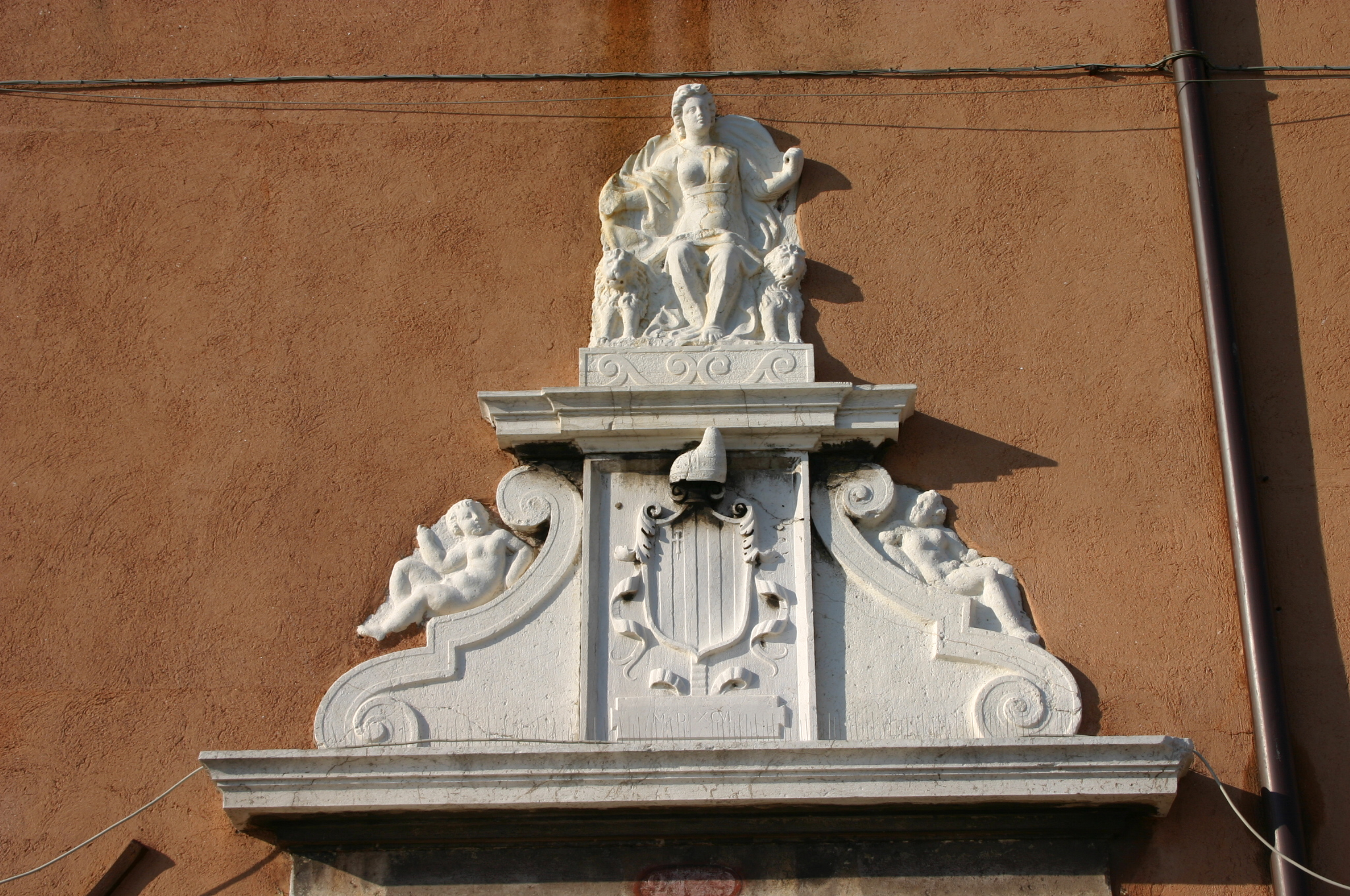
Dessus de porte avec le blason de Marino Grimani (1596).

Après 70 scrutins, aucun des concurrents ne réussit à atteindre le quorum malgré les alliances. Grimani réussit grâce à des « cadeaux » à briser l'alliance entre ses concurrents et atteindre le nombre de voix nécessaires, il est ainsi élu le 26 avril 1595 à l'âge de 62 ans.
Le peuple, qui l'aime, fête longuement son élection. À peine terminé, les fêtes reprennent le 4 mai 1597 pour le couronnement de la dogaressa Morosina Morosini. À cette occasion, elle reçoit du pape Clément VIII la rose d'or, tandis que le doge reçoit  un éclat de la croix du Christ.
Le coût est si élevé qu'aucune manifestation identique n'aura plus lieu jusqu'à la fin du XVIIe siècle. Entre les fêtes, les représentations théâtrales et les banquets, la vie s'écoule tranquille et heureuse cependant d'obscurs nuages commencent à s'amonceler.
À partir de 1600, les frictions entre la papauté et Venise commencent. L'investiture du patriarche de Grado, que les deux parties revendiquent, est l'objet d'un premier désaccord. De 1601 à 1604, de nombreuses lois sont émises limitant le pouvoir ecclésiastique et qui, au contraire, garantissent le maximum de contrôle de l'État sur les structures ecclésiastiques.
Fin 1605, le Saint-Siège accuse la République d’avoir violé la liberté de l’Église en déférant deux ecclésiastiques accusés de crimes de droit commun devant des tribunaux laïcs : le pape Paul V, envoie une protestation formelle le 10 décembre, avec une menace d'excommunication pour les membres du gouvernement et de l'interdit pour la république. Le différend entre Venise et le Vatican prend une tournure internationale alors que Grimani, malade, décède le 25 décembre 1605.
Il est enterré dans l'église San Giuseppe di Castello, où son épouse le rejoint huit ans plus tard.

## Sources
- (it) Cet article est partiellement ou en totalité issu de l’article de Wikipédia en italien intitulé « Marino Grimani (doge) » (voir la liste des auteurs).

- (de) Cet article est partiellement ou en totalité issu de l’article de Wikipédia en allemand intitulé « Marino Grimani » (voir la liste des auteurs).